# Noyelles-sur-Mer
Noyelles-sur-Mer és un municipi francès situat al departament del Somme i a la regió dels Alts de França. L'any 2007 tenia 867 habitants.

## Demografia

### Població

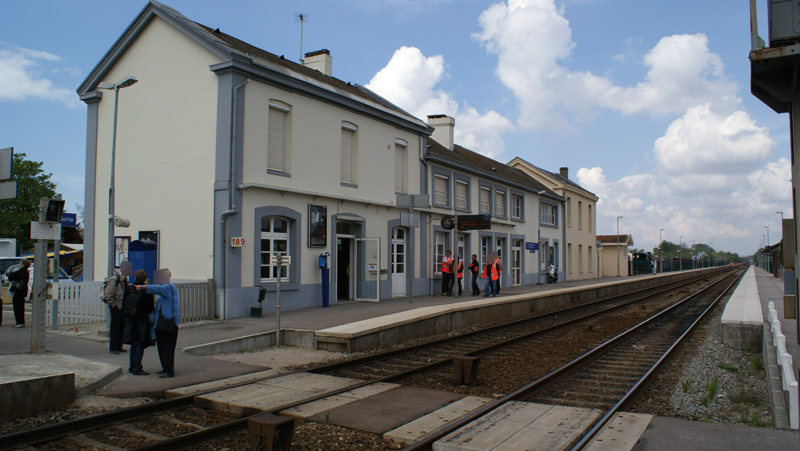

El 2007 la població de fet de Noyelles-sur-Mer era de 867 persones. Hi havia 350 famílies de les quals 104 eren unipersonals (29 homes vivint sols i 75 dones vivint soles), 88 parelles sense fills, 100 parelles amb fills i 58 famílies monoparentals amb fills.
La població ha evolucionat segons el següent gràfic:
Habitants censats

### Habitatges

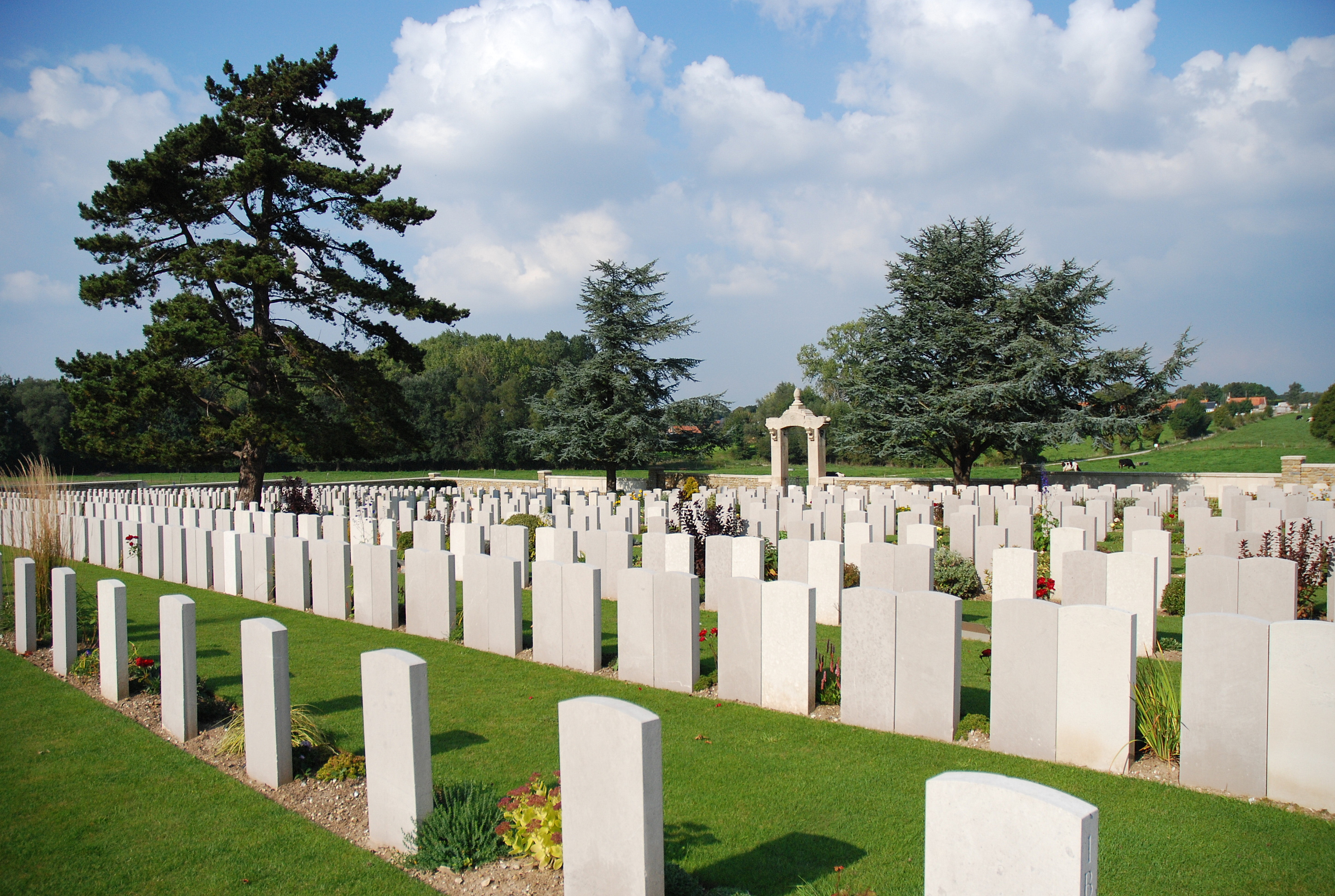

El 2007 hi havia 649 habitatges, 363 eren l'habitatge principal de la família, 266 eren segones residències i 21 estaven desocupats. 426 eren cases i 6 eren apartaments. Dels 363 habitatges principals, 270 estaven ocupats pels seus propietaris, 85 estaven llogats i ocupats pels llogaters i 7 estaven cedits a títol gratuït; 7 tenien una cambra, 16 en tenien dues, 69 en tenien tres, 102 en tenien quatre i 169 en tenien cinc o més. 271 habitatges disposaven pel capbaix d'una plaça de pàrquing. A 192 habitatges hi havia un automòbil i a 112 n'hi havia dos o més.

### Piràmide de població

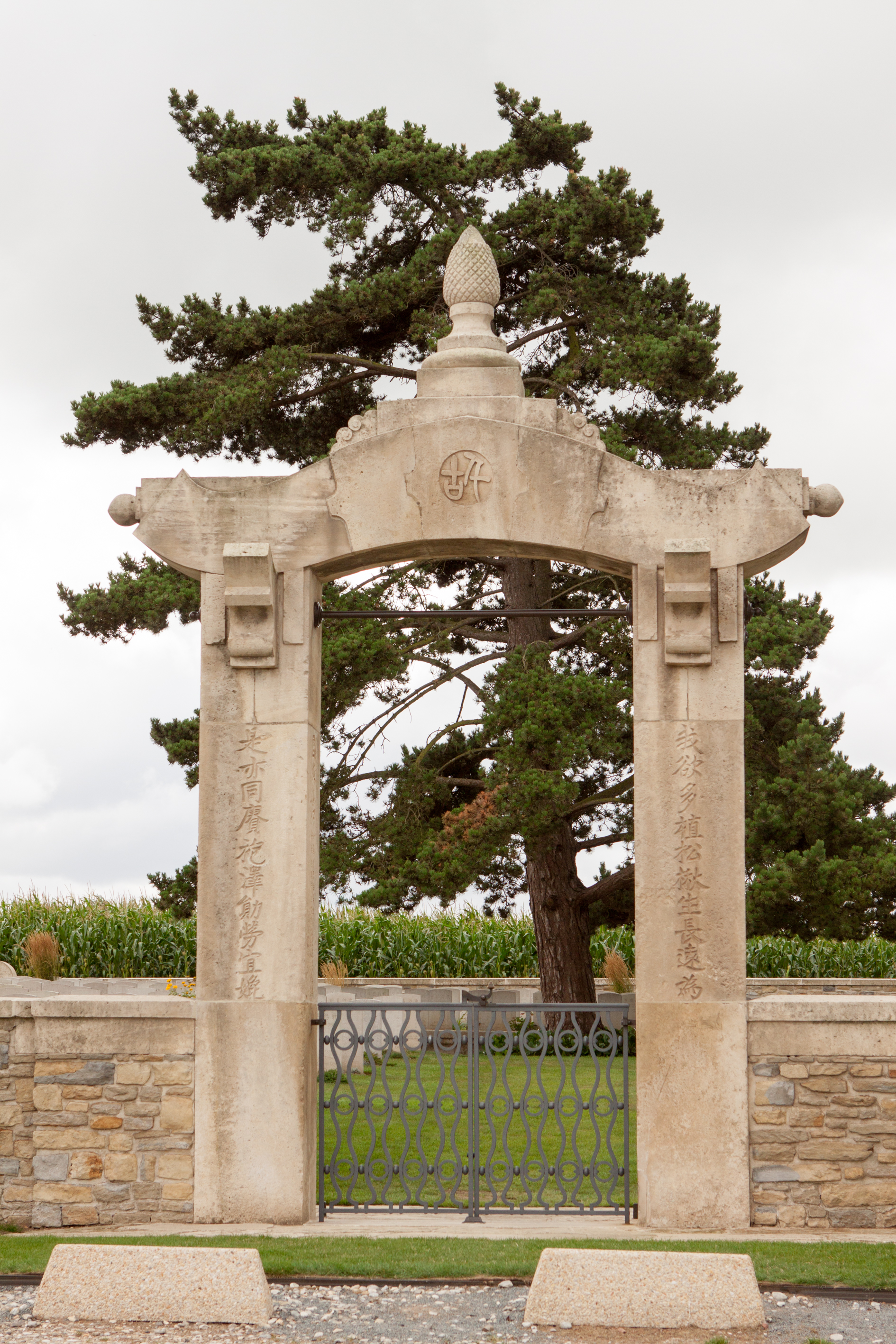

La piràmide de població per edats i sexe el 2009 era:
| Homes | Edats   | Dones |
| ----- | ------- | ----- |
| 4     | 95 o +  | 4     |
| 0     | 90 a 94 | 4     |
| 0     | 85 a 89 | 8     |
| 8     | 80 a 84 | 24    |
| 16    | 75 a 79 | 44    |
| 20    | 70 a 74 | 28    |
| 20    | 65 a 69 | 20    |
| 16    | 60 a 64 | 16    |
| 24    | 55 a 59 | 28    |
| 36    | 50 a 54 | 36    |
| 28    | 45 a 49 | 24    |
| 16    | 40 a 44 | 28    |
| 32    | 35 a 39 | 20    |
| 8     | 30 a 34 | 12    |
| 16    | 25 a 29 | 32    |
| 16    | 20 a 24 | 4     |
| 32    | 15 a 19 | 28    |
| 28    | 10 a 14 | 12    |
| 20    | 5 a 9   | 12    |
| 28    | 0 a 4   | 0     |

## Economia

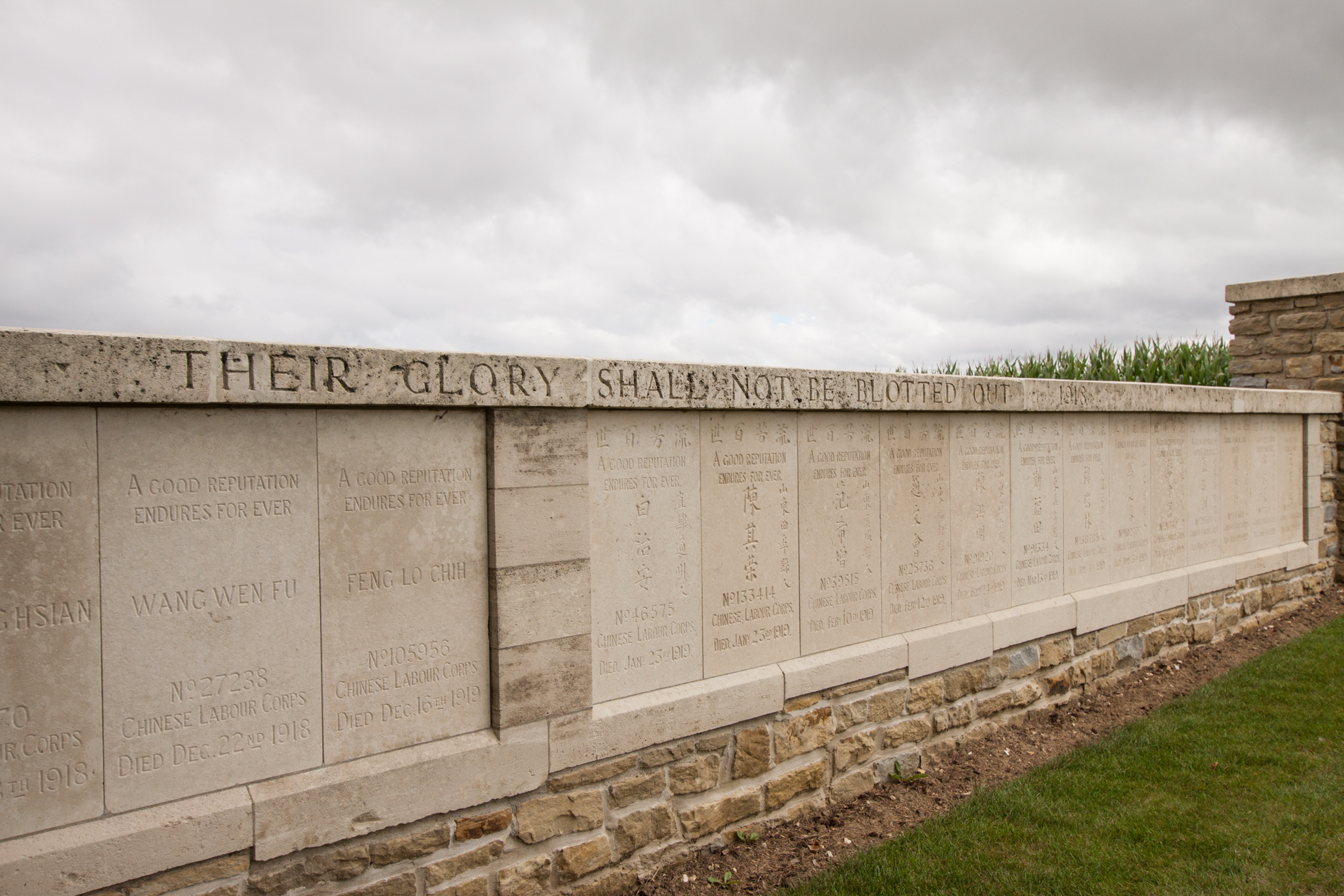

El 2007 la població en edat de treballar era de 543 persones, 364 eren actives i 179 eren inactives. De les 364 persones actives 307 estaven ocupades (169 homes i 138 dones) i 56 estaven aturades (23 homes i 33 dones). De les 179 persones inactives 70 estaven jubilades, 48 estaven estudiant i 61 estaven classificades com a «altres inactius».

### Ingressos
El 2009 a Noyelles-sur-Mer hi havia 340 unitats fiscals que integraven 796 persones, la mediana anual d'ingressos fiscals per persona era de 15.980 €.

### Activitats econòmiques
Dels 31 establiments que hi havia el 2007, 1 era d'una empresa alimentària, 6 d'empreses de construcció, 7 d'empreses de comerç i reparació d'automòbils, 2 d'empreses de transport, 7 d'empreses d'hostatgeria i restauració, 1 d'una empresa d'informació i comunicació, 3 d'empreses immobiliàries, 1 d'una empresa de serveis, 2 d'entitats de l'administració pública i 1 d'una empresa classificada com a «altres activitats de serveis».
Dels 11 establiments de servei als particulars que hi havia el 2009, 1 era una oficina de correu, 4 paletes, 1 guixaire pintor, 1 fusteria, 1 perruqueria, 2 restaurants i 1 agència immobiliària.
Dels 2 establiments comercials que hi havia el 2009, 1 era una botiga de menys de 120 m² i 1 una fleca.
L'any 2000 a Noyelles-sur-Mer hi havia 13 explotacions agrícoles que ocupaven un total de 1.344 hectàrees.

## Equipaments sanitaris i escolars
El 2009 hi havia una escola elemental.

## Poblacions més properes
El següent diagrama mostra les poblacions més properes.